# Vliegbasis Kleine-Brogel
Vliegbasis Kleine-Brogel is een militair vliegveld van de Belgische luchtmacht in Kleine-Brogel, een deelgemeente van de Belgische stad Peer. Het is de thuisbasis van de 10e Tactische Wing van de luchtmacht. Sinds 30 mei 2002 is de officiële naam Generaal-majoor vlieger Graaf Ivan du Monceau de Bergendal basis.

## Geschiedenis
In 1945 werd door de geallieerden in Kleine-Brogel een vliegveld ingericht om de Rijnoperaties te ondersteunen. Vanaf 1951 werd dit terrein door de Belgische Luchtmacht verder uitgebouwd. De 10e Wing werd in december 1951 opgericht op vliegbasis Chièvres en bestond uit drie smaldelen, het 23ste , het 27ste en het 31ste, uitgerust met Spitfires en enkele verbindingsvliegtuigen.
Vanaf midden 1952 startte de 10e Wing de conversie op F-84G Thunderjets, specialiseerde zich als jachtbommenwerpers en vestigden zich vanaf 1953 op de Basis Kleine-Brogel. In 1956 werd de wing uitgerust met de subsonische F-84F Thunderstreak, waarmee verschillende "fighter-bomber"-taken beter konden worden vervuld. In 1960 werd het 27e smaldeel omgevormd tot "Operational Training Unit" voor de nieuwe F-84F-piloten en twee jaren later ontbonden. Vanwege de veranderde en onder meer nucleaire NAVO-opdrachten nam een munitie-eenheid van de Amerikaanse luchtmacht vanaf 1962 haar intrek op de vliegbasis.

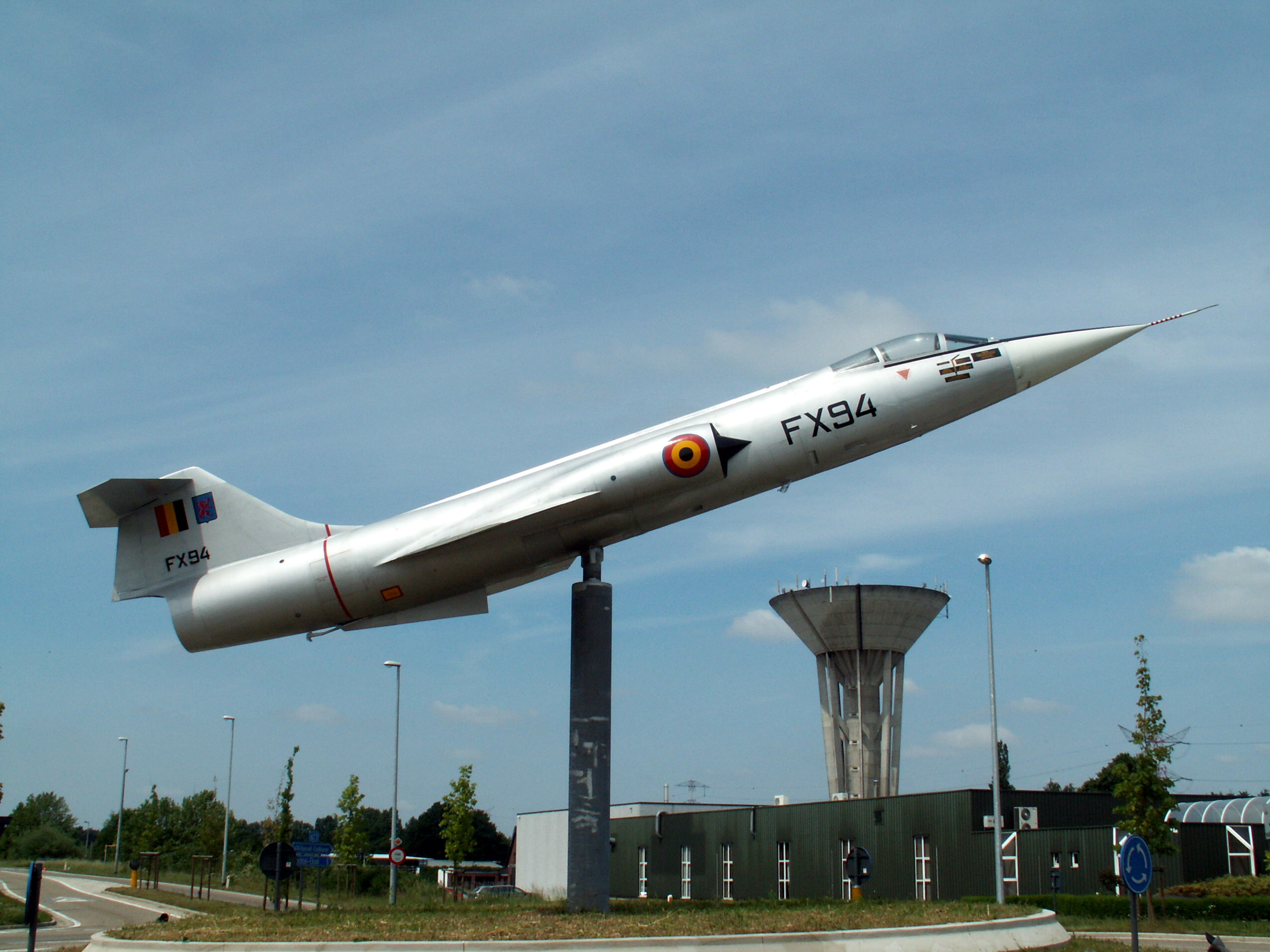
Een oude F-104 Starfighter tentoongesteld aan een rotonde.

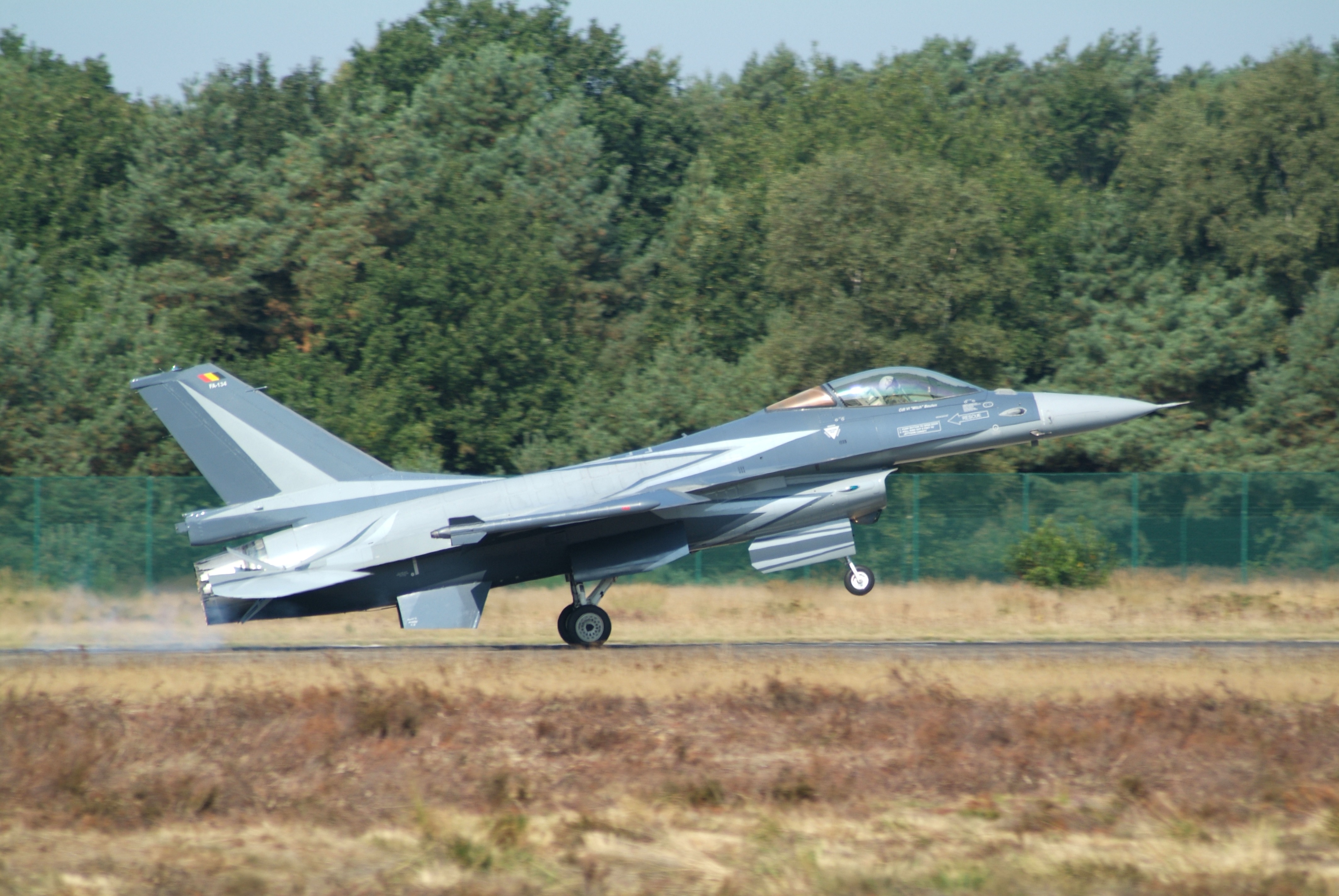
Een F-16AM van de 10e Wing landt; september 2009.

De F-104G Starfighter kwam in 1964 op in Kleine Brogel en de organisatie en middelen van de wing werden aan dit vliegtuig aangepast. Vanaf 1981 werd de F-104G vervangen door de F-16 Fighting Falcon en werd de basis vernieuwd.
Na de ontbinding van de 1e Jachtwing van vliegbasis Bevekom in 1996 kreeg de 10e Wing er nieuwe eenheden en opdrachten bij. De komst van het 349e Smaldeel zorgde dat nu ook Air Defence-zendingen werden gevlogen met onder meer de 24 uurs QRA/I (Quick Reaction Alert/Interceptor) taak, in een beurtrol met Vliegbasis Florennes.
Daarenboven heeft het 349e Smaldeel specifieke opdrachten in het kader van de NATO Reaction Forces, waarbij na een zeer korte waarschuwingstijd 12 F-16’s kunnen ontplooid worden in het buitenland.
Ook de Operational Conversion Unit (OCU), opgericht in 1987 in Bevekom, verhuisde naar Kleine-Brogel. Het Smaldeel is verantwoordelijk voor verdere vliegopleiding van piloten die met succes de "Initial Operational Training" op Alpha Jet in de 1e Wing voltooid hebben en organiseert ook omscholing van piloten van andere vliegtuigtypes naar F-16.
In 2002 volgde een nieuwe aanpassing van de organisatie van de eenheid. Het herstructureringsplan Falcon 2000 voorzag vermindering van het aantal operationele F-16 smaldelen van zes naar vier. In Kleine-Brogel betekende dit ontbinding van het 23e Devil Squadron.
Het 31e Smaldeel, het 349e Smaldeel en de OCU zijn sinds eind 2002 operationeel met de F-16 MLU (Mid-life Update). Deze modernisering van de boordelektronica en de aankoop van nieuwe wapensystemen zullen de F-16AM/BM nog jaren toelaten om veeleisende opdrachten uit te voeren, in alle weersomstandigheden, bij dag en bij nacht en met zeer grote nauwkeurigheid.
Op 16 augustus 2012 stortte een F-16-toestel neer na een vermoedelijke vogelaanvaring. De piloot kon zich redden met zijn schietstoel, ook was er verder geen materiële of lichamelijke schade.

## Huidige situatie

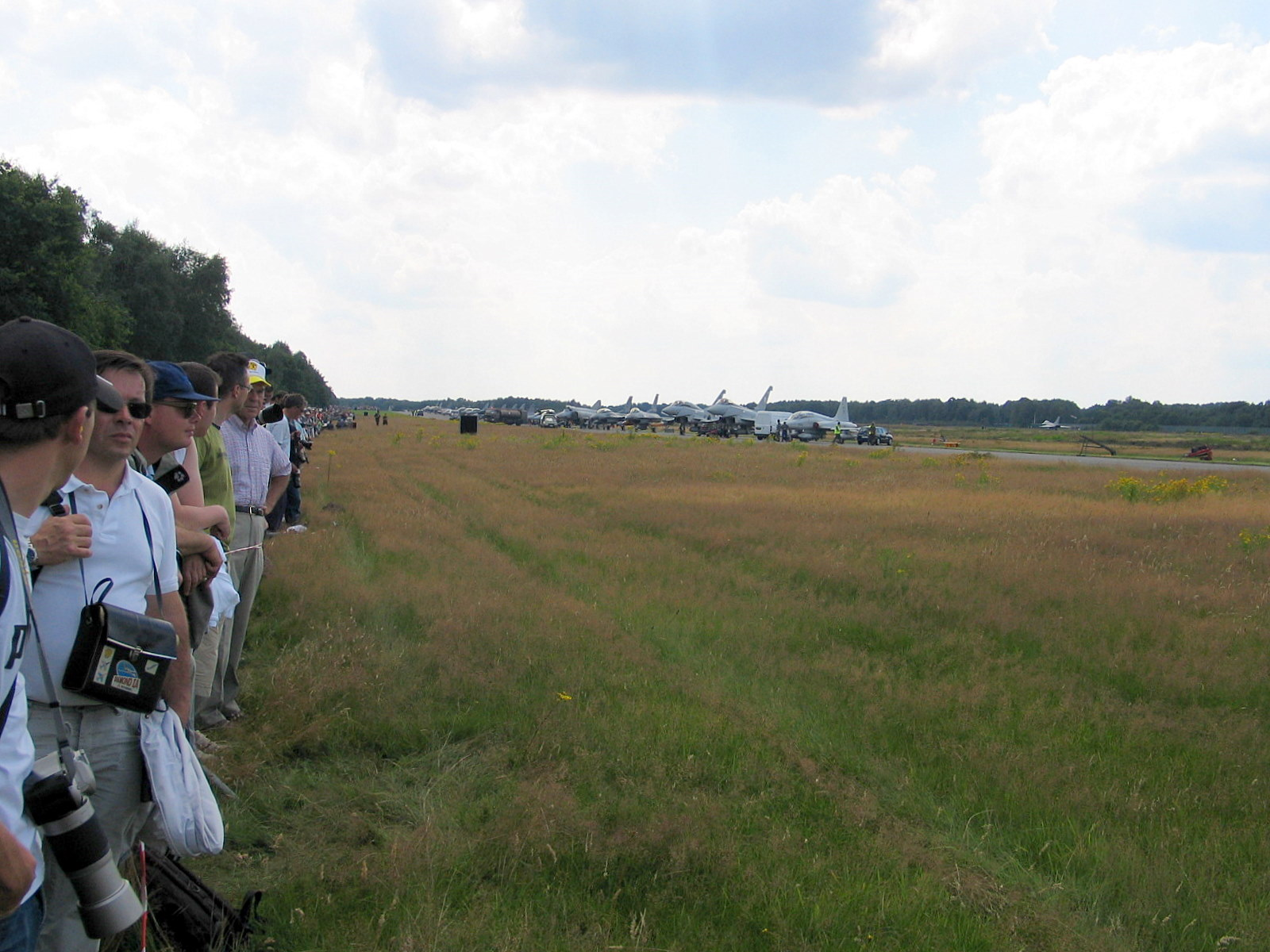
Spottersdag 2007.

De basis huisvest nu de 10e Tactische Wing opererend met de F-16AM/BM. Overeenkomstig de nieuwe tactische concepten kan deze wing onder alle omstandigheden wereldwijd zowel in conventionele als nucleaire conflicten worden ingezet.
Door zijn veelzijdigheid heeft 10 W Tac zich volledig kunnen aanpassen aan verschillende opdrachten in de nieuwe veiligheidsomgeving. Naast de klassieke opdrachten in het kader van de NAVO kan 10 W Tac ook ingezet worden voor crisisbeheersing, zoals getoond tijdens operaties boven Bosnië, Kosovo, Libië en Afghanistan.
Detachementen van de 10 W Tac nemen deel aan nationale operaties en uitzending onder de vlag van de Europese Unie of de Verenigde Naties. Ook in vredestijd verzekert 10 W Tac bescherming van het luchtruim door op 24/7 basis startklare F-16's te leveren op “Quick Reaction Alert”, dit verlopend in beurtrol met de 2 W Tac (Florennes).
10 W Tac is als volgt georganiseerd:
- Vlieg Groep
- Onderhouds Groep
- Verdedigings- en Steun Groep

Ondersteuning:
- Medisch detachement
- Territoriale onderhoudsploeg (4RCI)
- 701 USAF Munitions Support Squadron.

Op de basis wordt elk jaar een spottersdag georganiseerd waarbij vliegtuigfanaten toestellen uit binnen- en buitenland kunnen gadeslaan.
In 2010 werd op de basis het Kleine-Brogel Air museum geopend.

## Kernwapens
Naar verluidt lagen er al sinds 1961 kernwapens op de basis. Voor de opslag van deze tuigen werd een zeer goed bewaakt speciaal munitiecomplex gebouwd. Vreemd genoeg lag dit niet op de basis maar iets ten noorden daarvan (51°11'24"N 5°28'44"E). Van 1962 tot 1975 lagen verdeeld over drie bunkers 60 tuigen van de typen B28 - het toenmalige standaard nucleaire tuig voor de F-84 Thunderstreak en later B43 voor de F-104 Starfighter - opgelegd. Het complex werd van de binnenzijde bewaakt door USAF-personeel en van de buitenzijde door Vliegveld Verdedigings Eenheden. Vanaf 1975 werden de B43's vervangen door bommen van het type B61. Vanwege veiligheidsaspecten en personele bezuinigingen werden in de jaren negentig elf vliegtuigbunkers voorzien van speciale, elektronisch beveiligde kluizen in de vloer met een maximale opslagcapaciteit voor 44 B61's. Sedert 1989 zijn hiervan vermoedelijk nog elf B61's (mod 4 of mod 7) over; daarom demonstreren vredesactivisten van Bomspotting/Vredesactie er vrij geregeld. Zoals andere politici in het verleden hem al voordeden, werd dit publiek geheim nog eens bevestigd door een uitspraak van de toen pas aangestelde minister van Landsverdediging Pieter De Crem op 23 januari 2008. Bovendien lekten op 29 november 2010 Amerikaanse telegrammen op de klokkenluiderswebsite WikiLeaks uit die dat vermoeden definitief bevestigden. De Amerikaanse ambassade sprak letterlijk over "nucleaire wapens in België, Nederland en Duitsland". In 2019 werd dit gerucht eindelijk bevestigd.

## Warmterecord
Op 24 juli 2019 bereikte Kleine-Brogel met een gemeten temperatuur van 39,9°C een Belgisch warmterecord. Een dag na het vorige warmterecord stijgen de temperaturen in België voor het eerst boven de 40,0°C. In Kleine Brogel werd het nu 40,6°C. In Beitem werd een nieuw record gevestigd met 40,7°C.

## Toekomst
De Belgische regering heeft uiteindelijk besloten om de Lockheed Martin F-35 als vervanger van de oude F-16 aan te kopen. Het is de bedoeling dat in de periode van 2025 - 2027 de resterende F-16's zullen vervangen worden door 34 stuks F-35. Het totale aankoopbedrag hiervoor ligt rond de 4 miljard euro. De Belgische luchtcomponent loopt hiermee synchroon met die van Denemarken (27), Nederland (46), Noorwegen (42), Italië (60) en Polen (32). De basis wordt daartoe aangepast.